# Jan Kiepura
Jan Wiktor Kiepura (Sosnowiec, Lengyelország, 1902. május 16. – Harrison, New York állam, Amerikai Egyesült Államok, 1966. augusztus 15.) lengyel származású amerikai tenor és színész, Eggerth Márta férje.

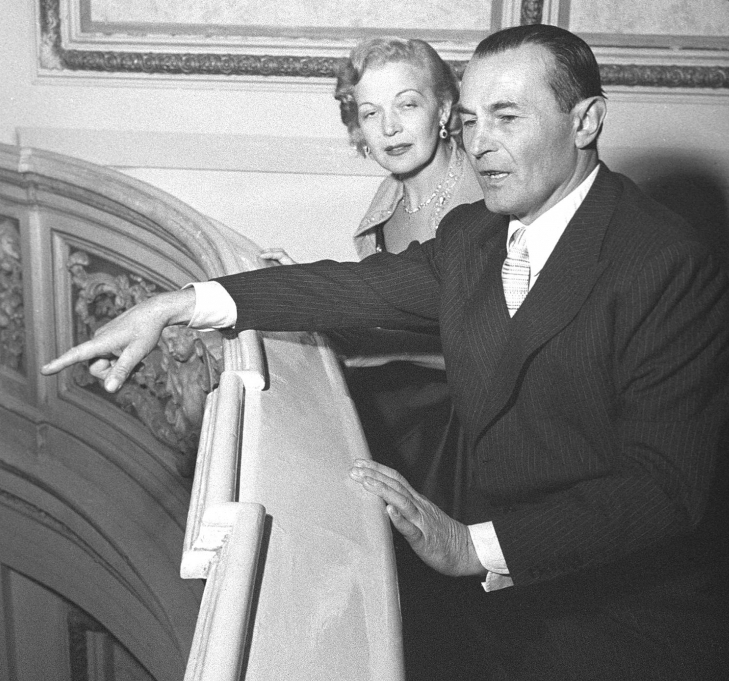
Eggerth Márta és Jan Kiepura (1954)

## Pályafutása
Lengyelországban született Miriam Neumann énekesnő és Franciszek Kiepura pék és élelmiszerbolt-tulajdonos gyermekeként. Énektanárai Wacław Brzeziński és Tadeusz Leliwa voltak. 1923-ban volt az első fellépése szülővárosa Sphinx nevű mozijában.
A varsói zenekonzervatóriumi tanulmányai után 1924-ben a Faustban lépett fel Lwówban, ez volt énekesi karrierjének első állomása. Ezután Varsóban és Poznańban szerepelt. 1926-ban a bécsi operában debütált a Tosca Cavaradossi szerepében Maria Jeritza mellett.
Ezután következtek: London (1927), Párizs és a milanói Scala (1928), Hamburg,  Berlin (1929),  Buenos Aires, São Paulo, Chicago (1931), New York (1938).
Filmekben is nagy sikerrel játszott.
1936. október 31-én feleségül vette Eggerth Márta szopránénekesnőt, akivel haláláig együtt énekelt operettekben, hangversenyeken, filmekben.  A nácizmus előretörése miatt 1937-ben elhagyták Európát, és az Egyesült Államokban telepedtek le.
Egy nappal 64. születésnapja előtt szívrohamban halt meg harrisoni házában, amikor egyik pénzügyi ügynökétől rossz hírt kapott. Varsóban helyezték örök nyugalomra.

## Főbb operaszerepei
- Rigoletto (herceg)
- Traviata (Alfredo)
- Tosca (Cavaradossi)
- Turandot (Calaf)
- Maqnon (Des Grieux)
- Carmen (Don José)
- Bohémélet (Rodolpho)

## Főbb filmszerepei
- 1926: O czem się nie myśli – rendező: Edward Puchalski
- 1930: Die singende Stadt – rendező: Carmine Gallone
- 1931: City of Song (a Die singende Stadt angol változata) – rendező: Carmine Gallone
- 1932: Tell me Tonight – rendező: Anatole Litvak
- 1932: Das Lied einer Nacht (a Tell me Tonight német változata) – rendező: Anatole Litvak
- 1933: Tout pour l’amour – rendező: Henri-Georges Clouzot
- 1933: Ein Lied für dich – rendező: Joe May
- 1934: Mein Herz ruft nach Dir – rendező: Carmine Gallone (A szívem téged hív, Eggerth Mártával)
- 1934: Mon cœur t’appelle – (a Mein Herz ruft nach Dir francia változata)
- 1934: My Heart is Calling (a Mein Herz ruft nach Dir angol változata)
- 1935: My Song for you – rendező: Maurice Elvey
- 1935: Ich liebe alle Frauen – rendező: Carl Lamac
- 1935: J’aime toutes les Femmes (az Ich liebe alle Frauen francia változata)
- 1936: Give us this night – rendező: Alexander Hall
- 1936: Opernring – rendező: Carmine Gallone
- 1937: Zauber der Bohème (Bohémélet-adaptáció) – rendező: Bolváry Géza
- 1947: Addio Mimi (Bohémélet-adaptáció) – rendező: Carmine Gallone
- 1948: Valse brillante – rendező: Jean Boyer
- 1952: Das Land des Lächelns – rendező: Hans Deppe

## Fordítás
- Ez a szócikk részben vagy egészben a Jan Kiepura című angol Wikipédia-szócikk ezen változatának fordításán alapul.  Az eredeti cikk szerkesztőit annak laptörténete sorolja fel. Ez a jelzés csupán a megfogalmazás eredetét és a szerzői jogokat jelzi, nem szolgál a cikkben szereplő információk forrásmegjelöléseként.
- Ez a szócikk részben vagy egészben a Jan Kiepura című francia Wikipédia-szócikk ezen változatának fordításán alapul.  Az eredeti cikk szerkesztőit annak laptörténete sorolja fel. Ez a jelzés csupán a megfogalmazás eredetét és a szerzői jogokat jelzi, nem szolgál a cikkben szereplő információk forrásmegjelöléseként.
- Ez a szócikk részben vagy egészben a Jan Kiepura című német Wikipédia-szócikk ezen változatának fordításán alapul.  Az eredeti cikk szerkesztőit annak laptörténete sorolja fel. Ez a jelzés csupán a megfogalmazás eredetét és a szerzői jogokat jelzi, nem szolgál a cikkben szereplő információk forrásmegjelöléseként.

1. ↑  Find a Grave (angol nyelven). Find a Grave . (Hozzáférés: 2024. augusztus 5.)